# La marca de la papallona
La marca de la papallona (títol original: Butterfly) és una pel·lícula estatunidenca dirigida per Matt Cimber i estrenada l'any 1982. Està basat en una novel·la de James M. Cain. Ha estat doblada al català.

## Argument
El jutge Rauch porta un llarg procés contra Jess Tyler, un guardià abandonat per la seva dona deu anys abans, i que ha estat acusat de relacions inapropiades amb la seva filla Kady.

## Repartiment
- Stacy Keach: Jess Tyler
- Pia Zadora: Kady Tyler
- Orson Welles: Jutge Rauch
- Lleis Nettleton: Belle Morgan
- Edward Albert: Wash Gillespie
- James Franciscus: Moke Blue
- Stuart Whitman: Reverend Rivers
- June Lockhart: Mrs. Helen Gillespie
- Ed McMahon: Mr. Gillespie
- Paul Hampton: Norton
- George Buck Flower: Ed
- Dylan Urquidi: Baby Danny

## Premis i nominacions
Pia Zadora va aconseguir el Globus d'Or de la revelació femenina de l'any (Newcomer of the Year) l'any 1982, i Orson Welles va ser nominat pel Globus d'Or al millor actor secundari. Ennio Morricone va ser nominat per la millor música.